# Аджи Белял Джамі
Аджи Белял Джамі (крим. Aji Belial Cami) — соборна мечеть селища Новоолексіївка Херсонської області. Входить до складу Духовного управління мусульман Криму.

## Історія
Мечеть відкрито 2002 року за підтримки місцевої мусульманської громади під керівництвом молли Аджи Белял ефенді, зокрема для відвідування під час намазу. На базі мечеті працює бібліотека, є навчальні класи та приміщення для умивання.
На споминах 72-ї річниці депортації кримськотатарського народу в мечеті «Аджи Белял» відбулася молитва за жертвами геноциду. Імам Генічеська Едем Баснаєв розповів про трагедію, а молитву зачитав старійшина та очевидець того лиха 92-річний Мамбет Абдульваапов.
21 грудня 2018 року в мечеті нагадали про захопленого в Криму окупантами РФ кримськотатарського активіста, жителя Новоолексіївки — Едема Бекірова, провівши молебень за його визволення. Також учасники заходу підписали відповідне звернення до української влади та світової спільноти.